# Lidmaň
Lidmaň – gmina w Czechach, w powiecie Pelhřimov, w kraju Wysoczyna. 1 stycznia 2014 liczyła 281 mieszkańców.